# NGC 4976
NGC 4976 este o galaxie eliptică situată în constelația Centaurul. A fost descoperită în 31 martie 1835 de către John Herschel. Se află la o distanță de 23,2 de megaparseci de Pământ.